# Le Van Thiem
Lê Văn Thiêm, auch Le-Van Thiem, (* 29. März 1918 in Ha Tinh, Vietnam; † 3. Juli 1991 in Ho-Chi-Minh-Stadt) war ein vietnamesischer Mathematiker. Er nahm eine führende Rolle in der Entwicklung der Mathematik und des mathematischen Hochschulunterrichts in Vietnam ein. Sein Spezialgebiet war die Funktionentheorie.

## Leben und Wirken
Le Van Thiem stammte aus einer Intellektuellen-Familie als jüngster von 13 Geschwistern und zog mit seinem Bruder nach dem Tod der Eltern 1930 nach Quy Nhơn, wo er auf der höheren Schule durch mathematische Fähigkeiten auffiel. Sein ältester Bruder hatte 1919 noch einen der letzten Abschlüsse nach dem alten konfuzianischen System gemacht (das einer Promotion im Westen entsprechende Tien si). Le Van Thiem studierte an der Universität von Indochina (heute Vietnam National University) in Hanoi. Da er dort nicht Mathematik studieren konnte, wandte er sich den Naturwissenschaften zu. Nach dem Studium erhielt er 1939 wegen seines glänzenden Abschlusses ein Stipendium an die École normale supérieure in Paris zur Fortsetzung des Studiums, konnte das Studium aber aufgrund des Zweiten Weltkriegs erst 1941 antreten. Nach nur einem Jahr machte er seinen Abschluss. Er spezialisierte sich unter Georges Valiron in Funktionentheorie und speziell die Wertverteilungstheorie (Nevanlinna-Theorie) von Rolf Nevanlinna und leistete wichtige Beiträge zum sog. Umkehrproblem der Nevanlinna-Theorie (später gelöst von David Drasin). Er baute dabei auf Methoden von Oswald Teichmüller auf, und auf beiden baute später wiederum Anatolii Asirovich Goldberg auf. 1945 wurde er in Göttingen promoviert und 1949 erhielt er in Paris seinen Doctorat d´Etat. Er ging zu Nevanlinna nach Zürich, kehrte jedoch 1949 als Unterstützer der gegen die französischen Kolonialherren gerichteten Unabhängigkeitsbestrebungen zurück nach Vietnam. Mit anderen meist ebenfalls in Frankreich ausgebildeten Intellektuellen sammelte sich der Widerstand in Nordvietnam. Le Van Thiem gründete mit anderen eine Schule zur Lehrerfortbildung und eine zur Ausbildung von Technikern und Naturwissenschaftlern. Die Schulen bestanden bis zum Ende der französischen Kolonialherrschaft 1954 und aus ihnen ging 1955 die Universität von Hanoi hervor, die aus einem rein vietnamesischen Professorenkollegium bestand. 1970 wurde er erster Direktor des Vietnam Institute of Mathematics.
Er gründete mit Hoang Tuy und Ta Quang Buu das Vietnam Journal of Mathematics und die Acta Mathematica Vietnamica (in denen auf Englisch, Französisch und Russisch veröffentlicht wurde). Für Studenten gründete er die Zeitschrift Mathematics and Youth.
Eine Straße in Hanoi ist nach ihm benannt.

## Schriften
- Über das Umkehrproblem der Wertverteilungstheorie, Commentarii Mathematici Helvetici, Band 23, 1949, S. 26–49, Digitalisat
- Beitrag zum Typenproblem von Riemannschen Flächen, Commentarii Mathematici Helvetici, Band 20, 1947, S. 270–287, Digitalisat